# ویلیام اسوالد بوون
ویلیام اسوالد بوون (انگلیسی: William Bowen; ۱۰ نوامبر ۱۸۹۸ – ۱۴ ژانویهٔ ۱۹۶۱) فرد نظامی اهل بریتانیا بود. وی همچنین برندهٔ جوایزی همچون نشان حمام و نشان امپراتوری بریتانیا شده‌است.